# Rhinoptilus africanus
El corredor escamoso chico (Smutsornis africanus) es una especie de ave charadriformes en la familia Glareolidae propia de África subsahariana.

## Descripción
La corona de esta ave es pálida y está surcada de plumas de color marrón y negro. Posee una raya negra y estrecha que se extiende desde la base del pico a través del ojo hasta la nuca. Las mejillas, barbilla, garganta y cuello son blancos, salpicados de marrón oscuro. Las plumas de la espalda y las alas son de color marrón arena con centros oscuros y amplios bordes blancuzcos. El pico es corto y negruzco, los ojos son de color marrón oscuro y las patas son de color gris pálido.

## Distribución y hábitat
El corredor escamoso chico se encuentra en Etiopía, Somalia, Sudáfrica y Tanzania, entre otras naciones africanas. Su distribución es tan amplia que existe muy poca probabilidad de encontrarse en riesgo de extinción.  Habita y se reproduce en terrenos semi-desérticos planos, pedregosos o con grava, con suelos firmes, arenosos y con césped o arbustos espinosos.

## Comportamiento

### Cría
El corredor escamoso chico se reproduce en parejas monógamas. El acto inicia después de un baile de apareamiento, donde el macho baila en semicírculos alrededor de la hembra. La hembra entonces pone un huevo, que los padres toman turnos de una hora de incubación. Después de unos veinticinco días, el huevo eclosiona. Los polluelos abandonan el nido después de 24 horas de la eclosión, aunque permanecen cerca del nido hasta 3-4 días de edad, momento en el que se unen a sus padres. Ambos adultos alimentan al polluelo con pequeños insectos hasta que se alimenta por sí mismo, alrededor de 5-6 semanas de edad.
La época de reproducción varía según el país:
Etiopía - abril-junio; Somalia - febrero-julio (principalmente en mayo-junio); Tanzania - noviembre; Sudáfrica - durante todo el año, con un pico en octubre-noviembre.

### Alimentación
Esta ave se alimenta principalmente de insectos, tales como hormigas, termitas y escarabajos. Atrapa a su presa con su pico corriendo rápidamente detrás de ella.

## Subespecies

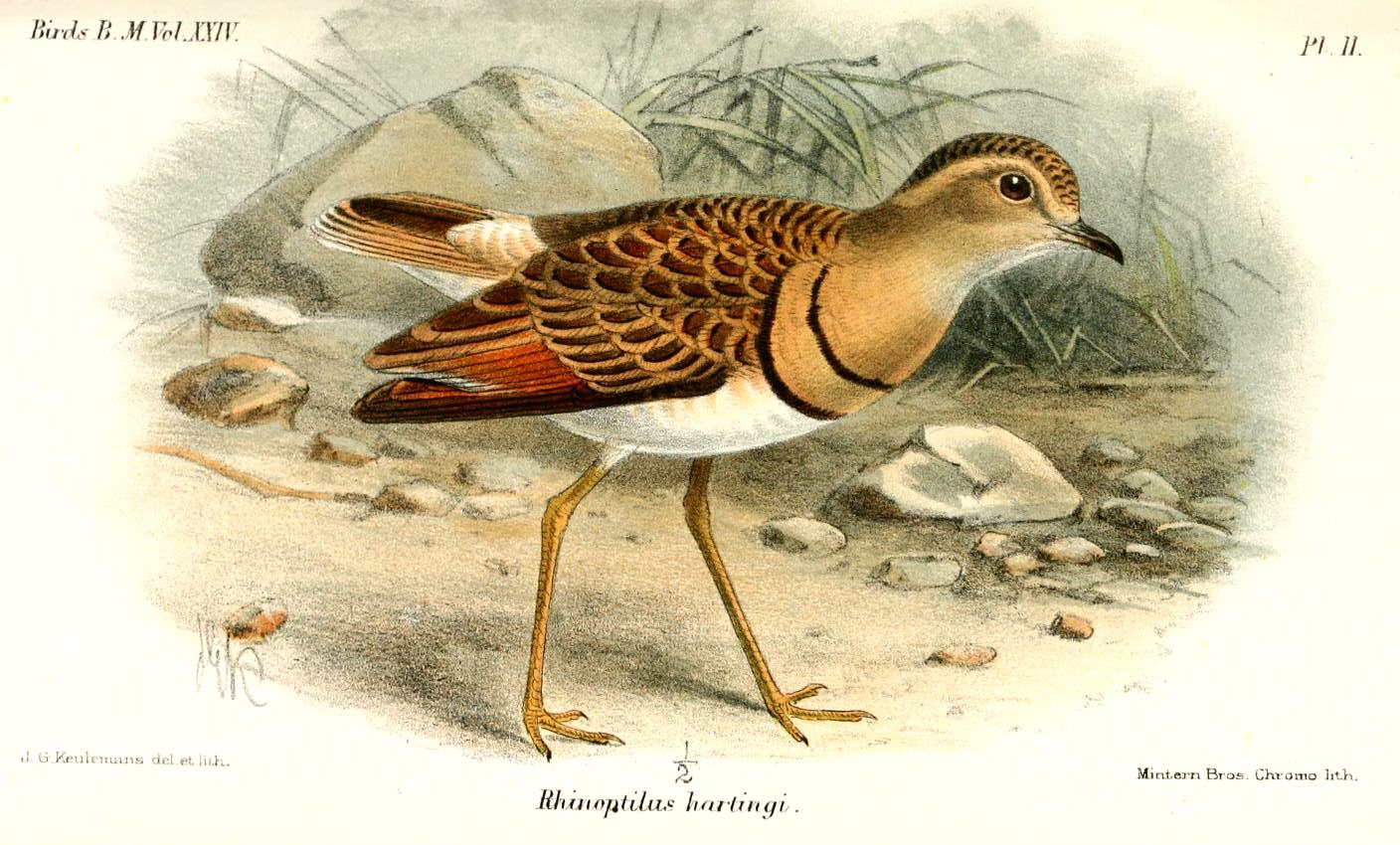
R. a. hartingi

Existen ocho subespecies de Smutsornis africanus (Rhinoptilus africanus):
- R. a. raffertyi, (Mearns, 1915): Eritrea, este de Etiopía y Yibuti
- R. a. hartingi, (Sharpe, 1893): sureste de Etiopía, Somalia
- R. a. gracilis, (Fischer & Reichenow, 1884): Kenia y Tanzania
- R. a. bisignatus, (Hartlaub, 1865): suroeste Angola
- R. a. erlangeri, (Niethammer & Wolters, 1966): noroeste de Namibia
- R. a. traylori, (Irwin, 1963): noroeste Botsuana
- R. a. africanus, (Temminck, 1807): este de Namibia, sureste y centro de Botsuana y norte de Sudáfrica
- R. a. granti, (Sclater, 1921): oeste de Sudáfrica